# 犀溪镇
犀溪镇，是中国福建省宁德市寿宁县下辖的一个镇。原为犀溪乡，2012年4月升格为镇。

## 行政区划
犀溪镇共辖12个行政村，分别是：
仙峰村、甲坑村、渡家洋村、西浦村、犀溪村、赖家洋村、大王前村、际坑村、武溪村、山后村、李家山村和外山村。

## 中国传统村落
2013年8月，西浦村被评为第二批中国传统村落。